# William Etty
William Etty (York, 10 de marzo de 1787 - Ibíd., 13 de noviembre de 1849) fue un artista inglés conocido por sus pinturas de eventos históricos que contienen figuras desnudas. Fue el primer pintor británico de renombre que pintó desnudez y naturalezas muertas. 

## Biografía
Nació en York el 10 de marzo de 1787. Dejó la escuela a la edad de 12 años para trabajar como aprendiz en una imprenta en Kingston upon Hull. Completó su aprendizaje al cabo de siete años y se mudó a Londres, donde en 1807 comenzó a recibir instrucción en la Real Academia. En ella estudió bajo la dirección de Thomas Lawrence y se entrenó copiando trabajos de otros artistas. Etty se ganó el respeto en la Real Academia de Artes por su capacidad de pintar tonos de piel realistas, pero tenía poco éxito comercial o de la crítica. En 1821 pintó la obra La llegada de Cleopatra a Cilicia, la cual se destacó por sus numerosos desnudos y fue muy aclamada. Su éxito lo incitó a pintar otras escenas históricas con desnudos.
Todas sus pinturas en los años 1820, excepto una expuesta en la Academia Real, contenían al menos una figura desnuda, y se ganó una reputación de indecente. A pesar de esto, tuvo un gran éxito comercial, la crítica lo aclamó, y en 1828 fue elegido miembro de la Real Academia, en ese tiempo el honor más alto al que podía aspirar un artista. Aunque era uno de los artistas más respetados en el país, Etty siguió estudiando en clases con modelos vivos durante toda su vida, algo considerado inapropiado por sus compañeros artistas. En los años 1830, Etty comenzó a diversificarse en el campo más lucrativo pero menos respetado del retrato, y más tarde se convirtió en el primer pintor inglés en pintar naturalezas muertas de buena calidad.
Etty siguió pintando figuras desnudas tanto masculinas como femeninas, lo que hizo que algunos lo criticaran y condenaran con severidad. Etty era extremadamente tímido, raras veces socializaba y nunca se casó. Desde 1824 hasta la hora de su muerte vivió con su sobrina Betsy (Elizabeth Etty). Incluso en Londres conservó un especial interés por su York natal, y contribuyó al establecimiento de la primera escuela de bellas artes de la ciudad y a la campaña para conservar las murallas de York.

## Galería

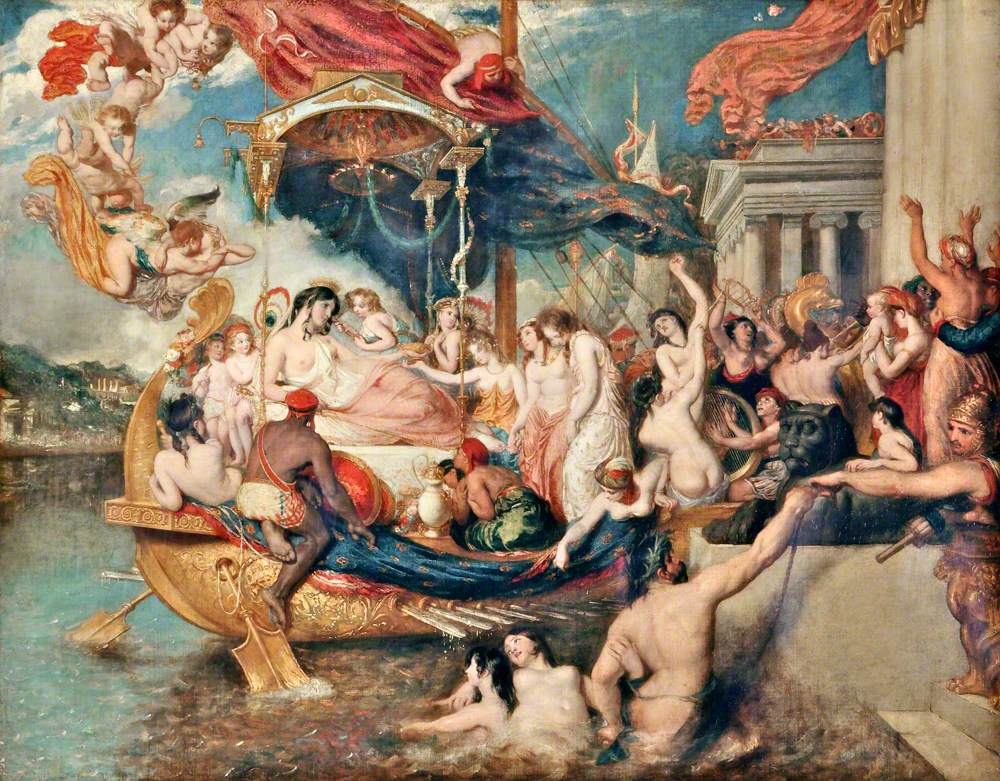
La llegada de Cleopatra a Cilicia (1821).
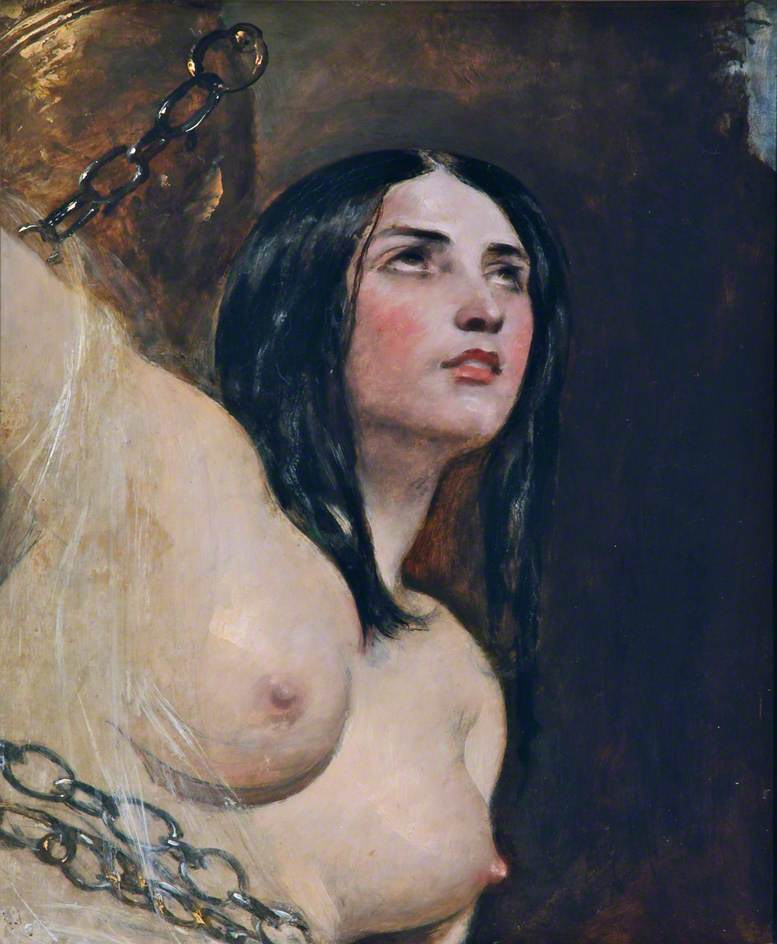
Andrómeda (1830).
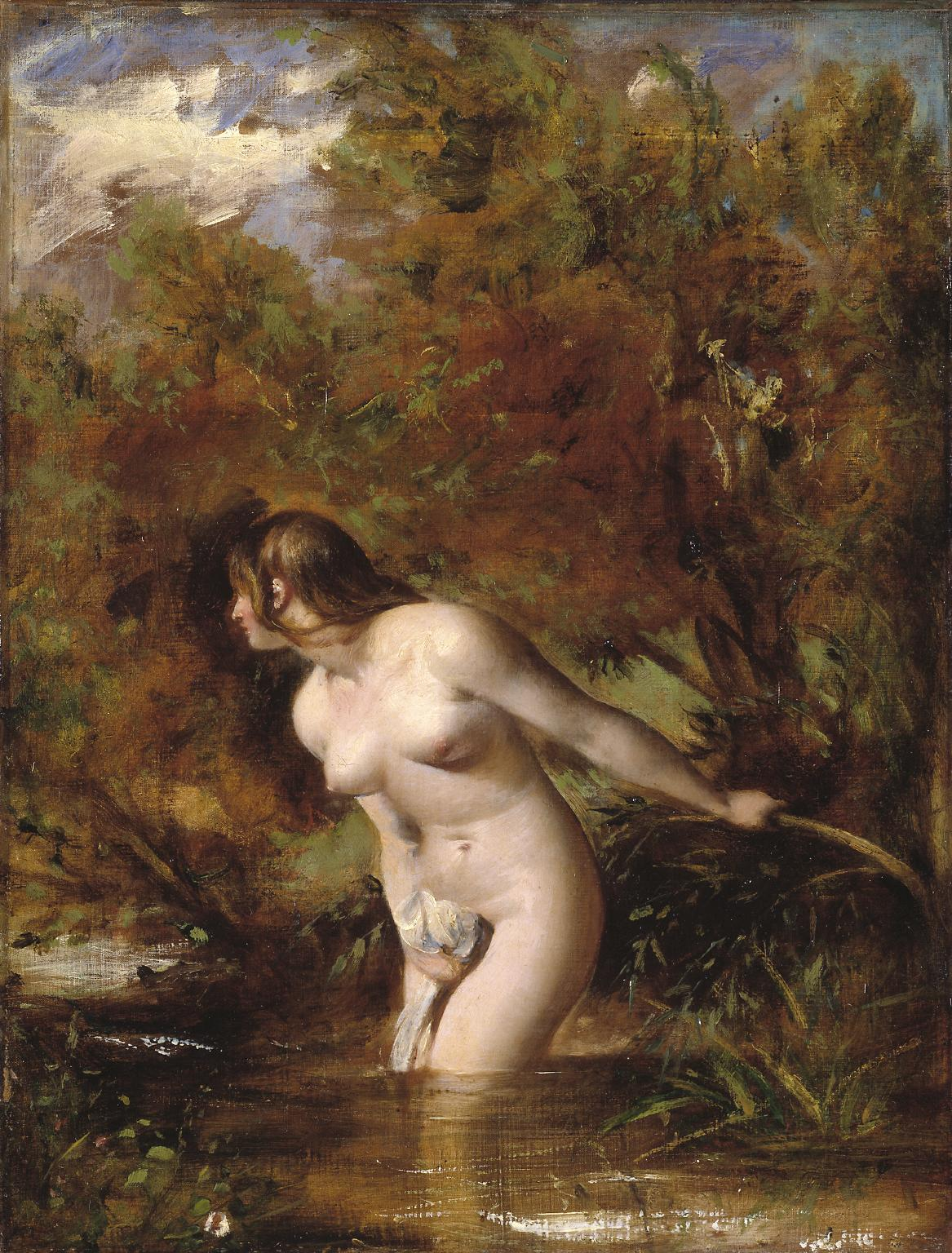
La bañista (1846).